# Tullibardine
Tullibardine est une distillerie de whisky située dans la ville de Blackford, dans la région du Perth and Kinross en Écosse.

## Histoire
Fondée en 1949, la distillerie connaît un grand nombre de rachats avant d'être mise en sommeil par son propriétaire, Whyte and Mackay, en 1995,. Rachetée par Tullibardine Distillery Ltd, elle reprend de l'activité en 2003 et est finalement revendue à une entreprise française, Picard Vins & Spiritueux en 2011, puis en 2013 le groupe Picard Vins & Spiritueux crée une entité distincte  sous le nom de Terroirs Distillers plus spécialement tourné vers les marques de spiritueux incluant la distillerie Tullibardine.

## Production
La distillerie produit plusieurs types de single malt, dont les « Aged Oak Edition Single Malt Whisky » et « Sherry Finish Malt Whisky », ainsi que des liqueurs à base de whisky.